# Sergueï Chipov
Pour les articles homonymes, voir Chipov.
Sergueï Iourievitch Chipov (en russe : Сергей Юрьевич Шипов, en anglais : Sergei Shipov) est un joueur d'échecs, un entraîneur, un commentateur et un journaliste russe né le 17 avril 1966 à Mourom. 
Grand maître international depuis 1996, il a remporté les tournois de Belgrade 1992, Moscou 1994, Tcherepovets 1997 et Tromsø 2006.

## Biographie et carrière
Chipov a effectué des études à la faculté de physique à Moscou et a travaillé à l'Institut des problèmes de physique chimique de Tchernogolovka en 1991-1992. Il a obtenu le titre de maître international en 1994 et celui de grand maître deux ans plus tard. Il est commentateur sur de nombreux sites consacrés aux échecs comme Chesscrooks.com, 64.ru ou Chesspro.ru. 
Sergueï Chipov a terminé premier ex æquo et quatrième au départage du Championnat d'échecs de Russie en 1998 à Saint-Pétersbourg, championnat remporté par Aleksandr Morozevitch devant Peter Svidler et Konstantin Sakaïev.
Il a participé aux Championnats du monde FIDE en 1999 à Las Vegas (éliminé au troisième tour par Vassili Ivantchouk) et 2001-2002 à Moscou  (éliminé au deuxième tour par Joël Lautier).

## Positions politiques
Il soutient l'invasion de l'Ukraine par la Russie en 2022

## Publications en anglais
- (en)The Complete Hedgehog, Vol. 1, Mongoose Press, 2010  (ISBN 978-0-9791482-1-7).
- (en)The Complete Hedgehog, Vol. 2. Mongoose Press, 2011  (ISBN 978-1-9362772-2-3).